# Parent hélicoptère
« Papa poule » redirige ici. Pour la série télévisée, voir Papa Poule.

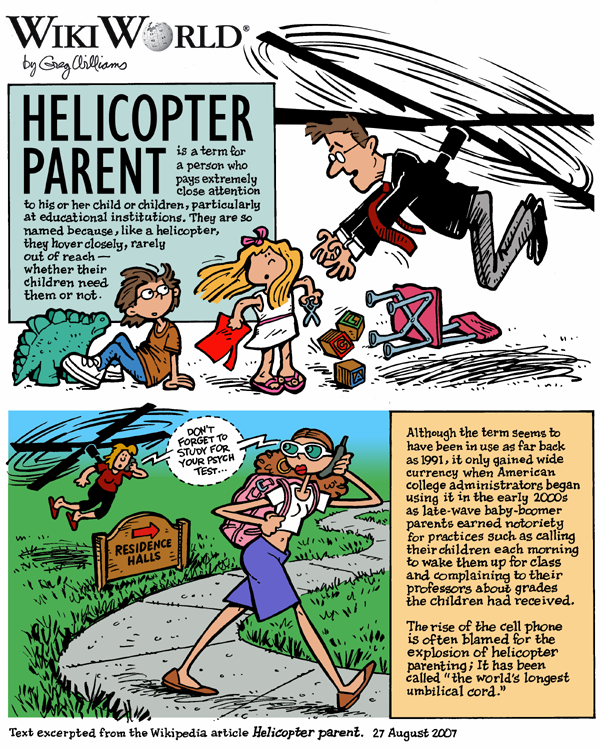
Illustration de parents hélicoptères pour l'article de Wikipédia en anglais.

Les termes parent hélicoptère, (de l’anglais : helicopter parent), parent poule, ou encore parent surprotecteur, désignent un parent qui « plane » au-dessus de son enfant pour le diriger vers le « meilleur » avenir qui soit, ou encore qui vole à son secours dès qu'un problème se présente.

## Étymologie
Le terme « parent hélicoptère » prend son origine d'un best-seller de 1969 (Entre Parents et Adolescents du psychologue israélien Haim Ginott) relatant les mots d'un adolescent surprotégé : « Mère plane au-dessus de moi comme un hélicoptère », le terme a ensuite été théorisé par Foster Cline et Jim Fay en 1990 et popularisé dans le monde scolaire américain, en première ligne de ces « parents hélicoptères », au début des années 2000[réf. souhaitée].

## Causes
L'existence de parents hélicoptères serait causée par trois facteurs sociétaux : la société s'attendrait à ce qu'ils soient des amis de leurs enfants plutôt que des guides. En second lieu, la société maintiendrait un niveau élevé de compétition (dans un contexte social de chômage de masse à la suite de la crise des subprimes) qui incite les parents à constamment participer à la réussite de leurs enfants. Et enfin, elle imposerait, depuis les années 1990 (à travers, par exemple, les campagnes de sensibilisation sur la pédophilie), une vision paranoïaque de la parentalité selon Lenore Skenazy (en), comme quoi les enfants seraient des êtres constamment en situation de vulnérabilité et de danger. Les parents baby boomers et leurs enfants de la génération Y seraient les principaux touchés par le phénomène des parents hélicoptères. La génération Z, ayant plus évolué dans le cadre d'une fratrie nombreuse, en serait moins affectée. Par ailleurs, la paternité et la maternité tardive (au-delà de 40 ans), en plein essor en Occident, favoriserait grandement le phénomène : parce que le benjamin est né miraculeusement et a été longtemps attendu, parce que les parents ont plus le temps de s'en occuper lorsqu'ils partent en retraite, et parce qu'il serait synonyme d'un nouveau départ à la quarantaine dans la vie conjugale, il devient l'enfant choyé, parfois plus que ses grands frères et sœurs.
À la suite des attentats du 11 septembre 2001, plusieurs enfants seraient plus enclins à profiter du moment présent, étant anxieux de ne pas voir le lendemain. Les parents contemporains préfèrent être bienveillants, plutôt que fermes. Ils sont soumis à des changements (technologie et mode, par exemple) de plus en plus rapides, mais sont incapables d'établir un modèle de comportement. Étant dans la même situation que leurs enfants, ils cherchent des repères, y compris chez leurs enfants. Lorsque ces derniers s'éloignent, les parents ressentent un sentiment d'ingratitude. L'essor des nouveaux moyens de communication (téléphone et Internet) et de surveillance (exemple : caméra de vidéo-surveillance à placer dans la chambre des enfants) ont également activement participé au phénomène des parents hélicoptères au XXIe siècle : ces derniers peuvent désormais planer au-dessus de leurs enfants à toute heure de la journée. Ainsi, selon un sondage de l'Université du Michigan en 2019, un quart des adolescents américains seraient, à différents degrés, entravés dans leur autonomisation par leurs parents.
L'écrivaine américaine Pamela Druckerman, expatriée en France, dans son ouvrage Bébé made in France, loue l'éducation à la française : les parents français sauraient mieux dire non et poser des limites à leurs enfants, là où les parents américains auraient peur de montrer leur autorité dans une société américaine pétrie du dogme de l'éducation positive et auraient régulièrement recours à des services de coaching pour traiter la problématique.
Les parents hélicoptères et leurs enfants sont la représentation idéalisée du noyau familial dit hypernucléaire, un schéma familial notamment présent dans les pays anglo-saxons (d'où la grande prévalence des parents hélicoptères en Amérique du Nord) et qui favorise un repli familial face aux dangers du monde extérieur.[réf. souhaitée]
Le phénomène des « parents hélicoptères » (ou des « mamans tigres » selon Amy Chua) semble également être très présent en Asie de l'Est, notamment en Chine, où la réussite scolaire, dès le plus jeune âge, est devenu un diktat social depuis les années 1990. La politique de l'enfant unique serait à l'origine du « syndrome du petit empereur » où l'enfant, dans la classe supérieure chinoise, serait devenu l'objet de toutes les attentions de la part de ses parents et de ses grands-parents. Par exemple, l'université de Tianjin a aménagé, dans ses gymnases, des « tentes de l'amour » afin d'accueillir temporairement des parents (qui ont parfois fait plusieurs milliers de km depuis chez eux) de jeunes étudiants qui commencent les études universitaires.

## Effets
Ces parents « sont très engagés dans la vie scolaire, très près de leurs enfants et d'excellents conseillers pour les aider à traverser les diverses phases de la vie ». Incapables de dire non, ils n'enseignent pas la gestion de la frustration à leurs enfants.
Ce comportement pourrait empêcher les enfants de « passer à l’âge adulte », car ils seraient incapables d'avoir une bonne opinion d'eux-mêmes. Les « parents hélicoptères entraînent une dépendance accrue ainsi qu’une capacité réduite à effectuer des tâches sans surveillance parentale ». Leurs enfants ne pourraient gérer des conflits car « ils sont souvent incapables de penser par eux-mêmes » et seraient plus enclins à souffrir de dépression et de tendances suicidaires. Les enfants de parents hélicoptères, en grandissant, ont aussi généralement une mauvaise maîtrise des codes sociaux pour tisser des relations interpersonnelles et peuvent tomber dans l'alcoolisme, la délinquance et la toxicomanie.
En Amérique du Nord, des parents accompagneraient leur enfant lors d'entretiens d'embauche, d'autres contesteraient bec et ongles leurs mauvaises notes scolaires. À Palo Alto, banlieue huppée et élitiste de San Francisco, le taux de suicide des adolescents anormalement élevé (quatre à cinq fois supérieur à la moyenne du pays) serait corrélé au phénomène.
Certains parents hélicoptères ne seraient pas dans un rapport amical avec leurs enfants et resteraient dans un schéma très autoritaire voire tyrannique, ce qui, selon les thérapeutes, amplifierait les effets délétères sur leurs enfants.